# Општина Кајану (Бистрица-Насауд)
Кајану (рум. Căianu) општина је у Румунији у округу Бистрица-Насауд.
Oпштина се налази на надморској висини од 427 m.